# Bozzio Levin Stevens
Bozzio Levin Stevens byla americká superskupina, hrající rock a jazz fusion. Členové skupiny byli: bubeník Terry Bozzio (Frank Zappa, UK, Missing Persons, Steve Vai, Jeff Beck), baskytarista hráč na Chapman Stick Tony Levin (Peter Gabriel, King Crimson, Liquid Tension Experiment) a kytarista Steve Stevens, (Billy Idol, Michael Jackson).

## Diskografie
- Black Light Syndrome (1997)
- Situation Dangerous (2000)